# 川东风毛菊
川东风毛菊（学名：Saussurea fargesii）为菊科风毛菊属下的一个种。

## 扩展阅读
維基物種上的相關：川东风毛菊